# Крупнов, Александр Евгеньевич
Александр Евгеньевич Крупнов (род. 26 июня 1941) — российский государственный деятель. Председатель Государственного комитета Российской Федерации по связи и информатизации с 25 марта 1997 по 29 мая 1999 года. Кандидат технических наук.

## Биография
Родился 26 июня 1941 года в Москве.
Трудовой путь начал в семнадцать лет монтёром связи. Окончил Московский электротехнический институт связи по специальности инженер электросвязи (1968).
- В 1968—1978 годах — инженер, ведущий инженер, начальник Тимирязевского телефонного узла.
- В 1978—1991 годах — начальник отдела цифровых систем передачи и коммутации Министерства связи СССР.
- В 1991—1994 годах — начальник Научно-технического отдела и Отдела международного сотрудничества Министерства связи Российской Федерации.
- В 1994—1997 годах — первый заместитель министра связи Российской Федерации.
- В 1997—1999 годах — председатель Государственного комитета Российской Федерации по связи и информатизации, председатель государственных комиссий по радиочастотам, электросвязи и информатизации при Госкомсвязи РФ.
- В августе — ноябре 1998 года — заместитель руководителя коллегии представителей государства в ОАО «Связьинвест».
- В 1998—1999 годах — руководитель коллегии представителей государства в ОАО «Связьинвест».
- С 1999 года — первый заместитель генерального директора ОАО «Межрегиональный ТранзитТелеком», председатель совета директоров МТТ.
- С 1999 года — президент Ассоциации 3G (с 2006 переименована в Инфокоммуникационный Союз).
- С 2007 года — президент конкурсной комиссии по выдаче лицензий 3G в России.

Действительный член Международной академии информатизации, Международной академии связи, Международной академии технологических наук, Международной академии информатизации, информационных процессов и технологий, Международной академии качества телекоммуникаций. Главный редактор журнала «Мобильные системы». Автор около 50 публикаций.
Женат, есть сын.

## Награды
- орден «Знак Почёта»
- Медаль «В память 850-летия Москвы»
- Заслуженный связист России.